# Shine (альбом Disbelief)
Shine — четвёртый альбом немецкой группы Disbelief. Официальный релиз альбома состоялся 25 марта 2002 года. Издан лейблом Massacre Records.

## Об альбоме
Материал был записан с 1 по 10 мая 2001 года на студии Art Of June во Франкфурте с продюсером Хайнцем Хессом, сопродюсером выступил Томми Шмитт.
Одна из песен попала в сборник «Nuclear Blast Soundcheck Series Vol.: 29».

## Список композиций
1. «No Control» — 04:32
2. «Walk» — 03:55
3. «The Decline» — 04:49
4. «Shine» — 04:45
5. «Me And My World» — 05:49
6. «Alive» — 03:39
7. «Honour Killings» — 04:36
8. «Falling Without Reason» — 06:42
9. «Mad Sick Mankind» — 05:24
10. «Free» — 03:23

## Участники записи
- Карстен Ягер — вокал
- Оливер Ленц — гитара
- Жан-Дирк Лёффлер — лид-гитара
- Йохен Транк — бас
- Кай Бергерин — ударные